# Tunicelle

Tunicelle élaborée et simple.

La tunicelle est un vêtement portée par les évêques dans la célébration de la messe pontificale. Elle était prescrite dans les éditions antérieures à 1984 du Caeremoniale Episcoporum.
La tunicelle portée conjointement à la dalmaticelle et à la chasuble signifie que le sacerdoce de l'évêque comprend les pouvoirs des trois ordres majeurs : le sous-diaconat (ordre des sous-diacres, dont le vêtement liturgique dans la messe est la tunique), le diaconat (ordre des diacres, dont le vêtement liturgique dans la messe est la dalmatique), et le sacerdoce (dont le vêtement liturgique à la messe est la chasuble). 
Son usage a été aboli par l'Instruction Pontificales ritus du 21 juin 1968.
Dans sa constitution dogmatique sur l'Église Lumen gentium, le IIe concile œcuménique du Vatican a enseigné que l'épiscopat, le presbytérat et le diaconat sont les trois degrés de la hiérarchie de l'Église, sans mentionner ni le sous-diaconat ni les ministères qu'on appelait les ordres mineurs. Et déjà on considérait que le sous-diaconat n'était pas un sacrement,.
Dans les messes pontificales célébrées selon l'édition 1962 du Missel romain on peut encore employer la tunicelle.

## Forme
La forme de la tunicelle est semblable à celle de la tunique des sous-diacres.
La tunicelle est en tissu de soie, plus fin que celui d'une tunique, sans doublure, à manches plus longues et plus étroites que celles de la dalmaticelle. Elle est généralement de la couleur du temps liturgique et ornée d'un galon d'or ou de soie jaune.